# Sci alpino ai III Giochi paralimpici invernali
Per lo sci alpino ai III Giochi paralimpici invernali di Innsbruck 1984 furono disputate 56 gare (34 maschili e 22 femminili).

## Medagliere
| Posizione | Paese          |    |    |    | Totale |
| --------- | -------------- | -- | -- | -- | ------ |
| 1         | Austria        | 26 | 10 | 12 | 48     |
| 2         | Stati Uniti    | 7  | 13 | 14 | 34     |
| 3         | Germania Ovest | 7  | 6  | 8  | 21     |
| 4         | Svezia         | 6  | 1  | 1  | 8      |
| 5         | Svizzera       | 5  | 13 | 7  | 25     |
| 6         | Canada         | 2  | 8  | 4  | 14     |
| 7         | Francia        | 2  | 2  | 0  | 4      |
| 8         | Nuova Zelanda  | 1  | 3  | 1  | 5      |
| 9         | Polonia        | 0  | 0  | 4  | 4      |
| 10        | Italia         | 0  | 0  | 1  | 1      |
|           | Regno Unito    | 0  | 0  | 1  | 1      |
|           | Jugoslavia     | 0  | 0  | 1  | 1      |
| Totale    | Totale         | 56 | 56 | 54 | 166    |

## Podi
Le gare erano divise in:
- Discesa libera: uomini - donne
- Slalom gigante: uomini - donne
- Slalom speciale: uomini - donne
- Combinata alpina: uomini - donne

Ogni evento era separato in In piedi e Ipo o non vedenti:
- LW2 - in piedi: amputazione alla singola gamba sopra il ginocchio
- LW3 - in piedi: amputazione ad entrambe le gambe sotto il ginocchio, paralisi cerebrale lieve o danno equivalente
- LW4 - in piedi: amputazione alla singola gamba sotto il ginocchio
- LW5/7 - in piedi: doppia amputazione braccia
- LW6/8 - in piedi: amputazione al singolo braccio
- LW9 - in piedi: amputazione o menomazione equivalente di un braccio e di una gamba
- B1 - ipo o non vedenti: nessuna funzione visiva
- B2 - ipo o non vedenti: funzione visiva dal 3 al 5%

### Uomini
| Evento           | Classe              | Oro               | Argento             | Bronzo |
| Discesa libera   |                     |                   |                     |        |
| B1               | Karl Preining       | Christopher Orr   | Mike May            |        |
| B2               | Mark Bentz          | Uli Rompel        | August Hofer        |        |
| LW1              | Helmut Falch        | Andy Fasth        | Wayne Burton        |        |
| LW2              | Rainer Bergmann     | Christian Haeusle | Ola Rylander        |        |
| LW3              | Paul Dibello        | Bernard Baudean   | Mark Edwards        |        |
| LW4              | Markus Ramsauer     | Josef Meusburger  | Paul Fournier       |        |
| LW5/7            | Niko Moll           | Lars Lundstroem   | Felix Abele         |        |
| LW6/8            | Rolf Heinzmann      | Heinz Moser       | Dietmar Schweninger |        |
| LW9              | Tristan Mouric      | Hansueli Feuz     | Peter Bartlome      |        |
| Slalom gigante   |                     |                   |                     |        |
| B1               | Karl Preining       | Rod Hersey        | Mike May            |        |
| B2               | Odo Habermann       | Glen Abramowski   | Jean-Pierre Kurth   |        |
| LW1              | Helmut Falch        | Andy Fasth        | Edwin Zurbriggen    |        |
| LW2              | Rainer Bergmann     | Alexander Spitz   | Peter Perner        |        |
| LW3              | Paul Dibello        | Bernard Baudean   | Gerhard Langer      |        |
| LW4              | Josef Meusburger    | Paul Fournier     | Eugen Diethelm      |        |
| LW5/7            | Niko Moll           | Felix Gisler      | Felix Abele         |        |
| LW6/8            | Dietmar Schweninger | Paul Neukomm      | Meinhard Tatschl    |        |
| LW9              | Peter Bartlome      | Walter Kaelin     | Robert Cadisch      |        |
| Slalom speciale  |                     |                   |                     |        |
| LW1              | Helmut Falch        | Wayne Burton      | Rod Hernley         |        |
| LW2              | Ola Rylander        | Rainer Bergmann   | David Jamison       |        |
| LW3              | Paul Dibello        | Gerhard Langer    | Franciszek Tracz    |        |
| LW4              | Josef Meusburger    | Paul Fournier     | Markus Ramsauer     |        |
| LW5/7            | Lars Lundstroem     | Niko Moll         | Murray Bedel        |        |
| LW6/8            | Rolf Heinzmann      | Michael Knaus     | Reed Robinson       |        |
| LW9              | Tristan Mouric      | Brad Hudiberg     | Walter Kaelin       |        |
| Combinata alpina |                     |                   |                     |        |
| B1               | Karl Preining       | Rod Hersey        | Mike May            |        |
| B2               | Mark Bentz          | Uli Rompel        | Bruno Oberhammer    |        |
| LW1              | Helmut Falch        | Edwin Zurbriggen  | Nessuno             |        |
| LW2              | Rainer Bergmann     | Peter Perner      | Alexander Spitz     |        |
| LW3              | Paul Dibello        | Jack Benedick     | Gerhard Langer      |        |
| LW4              | Josef Meusburger    | Paul Fournier     | Ewald Vogl          |        |
| LW5/7            | Niko Moll           | Felix Gisler      | John Watkins        |        |
| LW6/8            | Rolf Heinzmann      | Heinz Moser       | Franc Komar         |        |
| LW9              | Peter Bartlome      | Walter Kaelin     | Nessuno             |        |

### Donne
| Evento           | Classe            | Oro                   | Argento            | Bronzo |
| Discesa libera   |                   |                       |                    |        |
| B1               | Veronika Preining | Sheila Holzworth      | Cara Dunne         |        |
| B2               | Edith Hölzl       | Vivienne Martin       | Connie Conley      |        |
| LW2              | Christine Winkler | Marianne Reiter       | Lynda Chyzyk       |        |
| LW4              | Reinhild Möller   | Lana Spreeman         | Lana Jo Chapin     |        |
| LW5/7            | Brigitte Madlener | Sabine Barisch        | Sabine Stiefbold   |        |
| LW6/8            | Gunilla Ahren     | Kathy Poohachof       | Gerlinde Dullnig   |        |
| Slalom gigante   |                   |                       |                    |        |
| B1               | Sheila Holzworth  | Cara Dunne            | Veronika Preining  |        |
| B2               | Vivienne Martin   | Connie Conley         | Gabriele Berghofer |        |
| LW2              | Christine Winkler | Lynda Chyzyk          | Bonnie St. John    |        |
| LW4              | Reinhild Möller   | Lana Spreeman         | Janet Penn         |        |
| LW5/7            | Brigitte Madlener | Sabine Stiefbold      | Sabine Barisch     |        |
| LW6/8            | Gunilla Ahren     | Kathy Poohachof       | Eszbieta Dadok     |        |
| Slalom speciale  |                   |                       |                    |        |
| LW2              | Marianne Reiter   | Christine Winkler     | Bonnie St. John    |        |
| LW4              | Janet Penn        | Reinhild Möller       | Elisabeth Zerobin  |        |
| LW5/7            | Sabine Stiefbold  | Brigitte Madlener     | Sabine Barisch     |        |
| LW6/8            | Gunilla Ahren     | Kathy Poohachof       | Eszbieta Dadok     |        |
| Combinata alpina |                   |                       |                    |        |
| B1               | Sheila Holzworth  | Veronika Preining     | Cara Dunne         |        |
| B2               | Edith Hölzl       | Vivienne Martin       | Connie Conley      |        |
| LW2              | Christine Winkler | Bonnie St. John       | Lynda Chyzyk       |        |
| LW4              | Reinhild Möller   | Elisabeth Osterwalder | Elisabeth Zerobin  |        |
| LW5/7            | Brigitte Madlener | Sabine Stiefbold      | Sabine Barisch     |        |
| LW6/8            | Gunilla Ahren     | Kathy Poohachof       | Eszbieta Dadok     |        |